# Finale du simple messieurs du tournoi de Wimbledon 1980
Pour un article plus général, voir Tournoi de Wimbledon 1980.
La finale du simple messieurs du Tournoi de Wimbledon 1980 oppose Björn Borg (24 ans) à John McEnroe (21 ans) le 5 juillet 1980 sur le Centre Court, devant 17 500 spectateurs.
Ce match, remporté par Björn Borg sur le score de 1-6, 7-5, 6-3, 6-7 (16-18), 8-6, est considéré par beaucoup comme un match de légende. Le tie-break du quatrième set a marqué les esprits et inscrit la rencontre au panthéon du tennis. Il dure 22 minutes et est constitué de très nombreux points gagnants. Après avoir sauvé sept balles de match, McEnroe gagne le tie-break 18 points à 16.

## Culture populaire
Réalisé par Janus Metz Pedersen, Le film Borg McEnroe, sort en 2017 ; Shia LaBeouf joue le rôle de McEnroe et Sverrir Gudnason celui de Borg, l'action se focalise sur cette confrontation.